# Stanley Borack
Stanley Borack,  né le 23 janvier 1927 à Brooklyn et mort le 27 décembre 1993 à New York, est un illustrateur américain.